# MA-22 (Spanje)

De MA-22

De MA-22 is een autovía in Andalusië. De snelweg is 5,75 kilometer lang en verbindt de MA-21 en de MA-20 met de haven van Málaga.